# Космос-167
Космос — 167 (или 4В1 № 311) — советский космический аппарат, построенный в 1967 года, был предназначен для исследования Венеры. Космический корабль «Космос-167», запущенный в рамках программы «Венера», должен был достичь Венеры и совершить посадку, но так и не покинул низкую околоземную орбиту из-за сбоя при запуске.

## Космический аппарат
Космический аппарат 4В1 № 311 был вторым из двух аппаратов 4В1, построенных и эксплуатируемых Научно-производственное объединение имени С. А. Лавочкина, первым аппаратом был «Венера-4».

## Особенности аппарата
Для запуска космического аппарата использовалась ракета-носитель «Молния-М». Запуск произошёл с площадки 1/5 на космодроме Байконур в 02:36:38 по Гринвичу 17 июня 1967 года. В результате выполнения задачи полёта в рамках проекта «Венера» аппарат должен был достигнуть Венеры и совершить посадку на её поверхность. Космический корабль не смог покинуть околоземную орбиту, в результате отказа в блоке Блок ВЛ четвёртой ступени (транс-межпланетная ступень). Причиной отказа стали неполадки в системе охлаждения турбонасоса двигателя. Космический корабль вернулся 25 июня 1967 года. Он был выведен на низкую околоземную орбиту с перигеем 187 километров, апогеем 286 километров, наклоном 51,8° к экватору и периодом обращения 89,2 минуты. Если бы полёт был удачным, он получил бы следующее обозначение в серии «Венера», в то время «Венера-5».